# Franjo Tavčar
Franjo Tavčar, slovenski ekonomist ter bančni in finančni strokovnjak, * 20. januar 1896, Ljubljana, † 17. september 1977, Buenos Aires. 

## Življenje in delo
Franjo Tavčar, brat agronoma A. Tavčarja je v Ljubljani obiskoval osnovno šolo (1904–1909) in realko (1909–1914), ko je bil kot Preporodovec v 5. razredu izključen iz šole in 1914 skupaj s tovariši obsojen in 1915 mobiliziran. Leta 1917 bil pomiloščen in je nadaljeval šolanje na ljubljanski realki in tu 1918 maturiral, nato je študiral na Visoki šoli za svetovno trgovino na Dunaju od 1919–1923 in 1923 diplomiral ter nadaljeval šolanje na Ekonomsko-komercialni visoki šoli v Zagrebu (1925–1927), vmes je opravljal specializacijo iz vprašanj organizacije podjetij ter bančnega devizno-valutnega poslovanja.
Leta 1923 se je zaposlil v Ljubljani pri podjetju Indus (Industrija usnja), nato v Mariboru pri podružnici Narodne banke, kjer je služboval do okupacije. Med 2. svetovno vojno je živel v Ljubljani kot begunec in se preživljal z inštrukcijami francoščine, italijanščine in nemščine. Od 1945–1949 je bil v Ljubljani vodja bančno-valutnega oddelka na Minstrstvu za finance LRS in hkrati honorarni predavatelj računovodstvene tehnike na EF v Ljubljani, postal tu 1949 redni profesor in 1951 še predavatelj na agronomski fakulteti. Upokojil se je leta 1954 ter se nato preselil k hčerki v Buenos Aires.
Tavčar je bil v 30. letih 20. stoletja med vodilnimi slovenskimi ekonomisti in bančniki, ki so iskali izhod iz težke gospodarske krize. Ustanovil je Društvo dipl. ekonomistov v Mariboru, bil njegov prvi predsednik in tu vodil tudi Ljudsko univerzo. V Kranju, Ljubljani in Zagrebu je predaval o stabilizaciji valute, gospodarski krizi, bančnem poslovanju, industrijski kalkulaciji, dvojnem knjigovodstvu in kontnem planu. Napisal je številne prispevke za časopisje in zbornike.